# الولايات الإفريقية اللاتينية المتحدة

حدود الولايات الأفريقية اللاتينية المتحدة

الولايات الأفريقية اللاتينية المتحدة كان الاتحاد المقترح لدول وسط أفريقيا الناطقة بالرومانسية تصوّره بارتيليمي بوغاندا. دعا بوغندا للفكرة لأول مرة في مايو 1957.
كانت البلدان التي ستشارك في هذا الكيان الاتحادي هي أنغولا وجمهورية الكونغو الديمقراطية ورواندا وبوروندي وجمهورية الكونغو وجمهورية أفريقيا الوسطى وتشاد والأجزاء الناطقة بالفرنسية من الكاميرون والغابون وغينيا الاستوائية. قُطع تنفيذ الفكرة حينما قُتل بوغاندا في حادث تحطم طائرة في 29 مارس 1959. اعتبر بوغاندا هذا الكيان ثقلًا موازنًا للكتلة الجنوبية القوية المتأثرة ببريطانيا في جنوب أفريقيا واتحاد رودسيا ونياسلاند.
انتقد ريتشارد رايت فكرة الولايات الأفريقية اللاتينية المتحدة في مقدمة خاصة للقراء الفرنسيين لترجمة كتابه «أيها الرجل الأبيض، استمع!» (بالإنجليزية: White Man, Listen!)، على أساس أن أفريقيا اللاتينية تعني أفريقيا الكاثوليكية، وأنها ستؤسس لانقسام ديني ضد أفريقيا الناطقة بالإنجليزية العلمانية، والتي أطلق عليها اسم أفريقيا البروتستانتية. وفقًا لرايت، فإن هذه الأفكار تعكس فقط مواقف هؤلاء الأفارقة المتعلمين في فرنسا أو بريطانيا اللتان كانتا قوى أوروبية مهيمنة حينها. لقظ دعا رايت بدلًا من ذلك إلى نهج عموم أفريقيا.